# Leucopodella gracilis
Leucopodella gracilis är en tvåvingeart som först beskrevs av Samuel Wendell Williston  1891.  Leucopodella gracilis ingår i släktet Leucopodella och familjen blomflugor. Inga underarter finns listade i Catalogue of Life.